# 帝國戰爭委員會

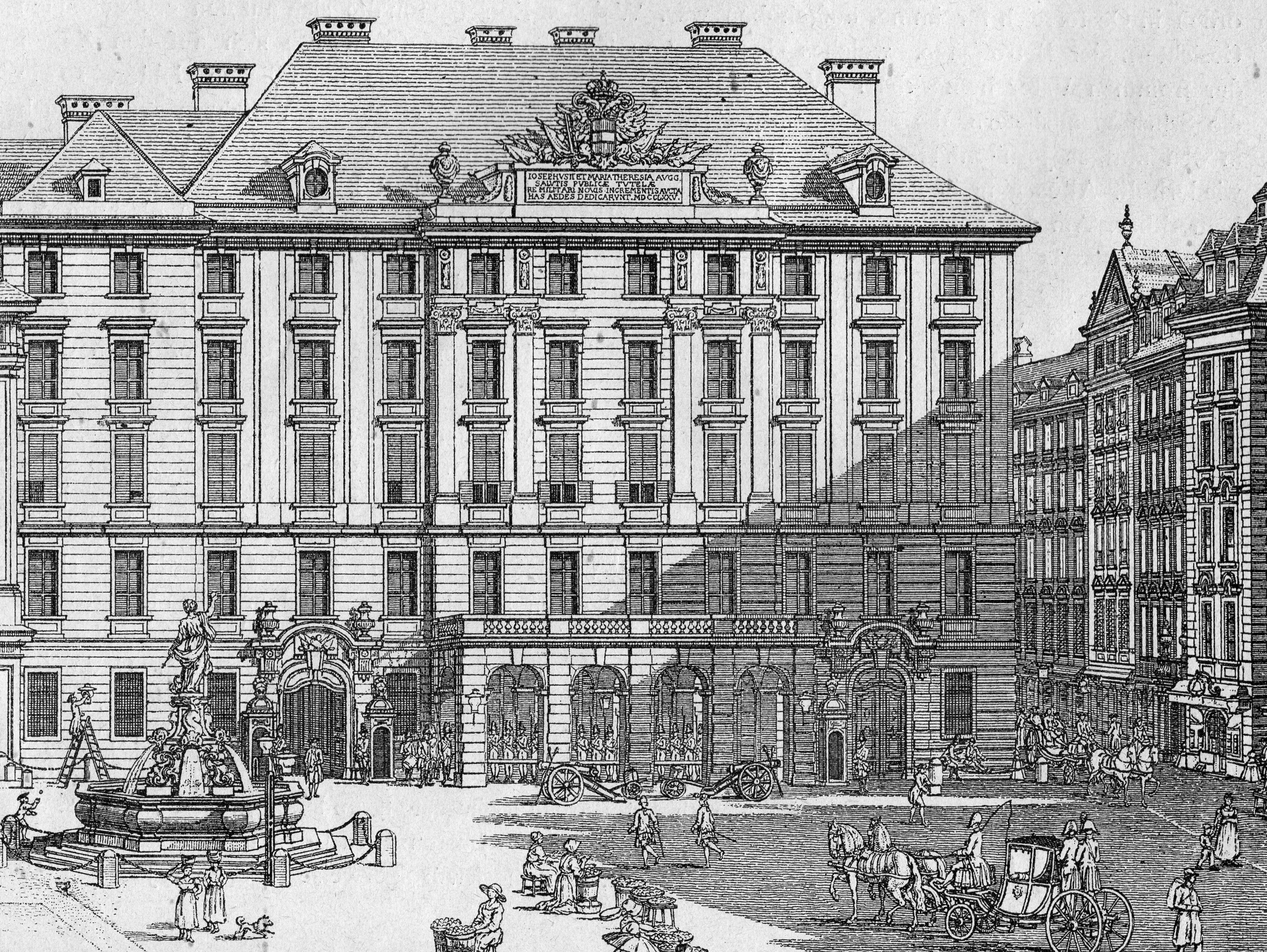
1775年的帝國戰爭委員會

帝國戰爭委員會（德語：Hofkriegsrat）成立於1556年，是1848年之前哈布斯堡君主国和神圣罗马帝国的中央軍事行政機構，也是奧匈帝國戰爭部的前身。該機構直接隸屬於哈布斯堡王朝的皇帝，總部設在奥地利維也納。

## 历史
大約1500年，哈布斯堡王朝皇帝馬克西米利安一世已經召集了常設戰爭委員會。該委員會最初被稱為軍團，後來被称为秘密機構、州政府、法院委員會或國務院。1529年認為有必要建立一個獨立的戰爭委員會，但談判長期沒有成功。1531年2月25日，斐迪南一世在林茨下達指令，下令組建由四名軍事顧問組成的獨立戰爭委員會。
常設戰爭委員會（Steter Kriegsrat）成立於1556年11月17日，當時是費迪南一世皇帝統治時期，由五名將軍和高級公務員組成。它在戰爭與和平時期監督整個哈布斯堡王朝的軍事系統，決定要塞建設、軍隊裝備、軍餉問題和物資採購，以及戰爭的計劃和實施。它還處理克羅地亞邊境地區的民事和軍事管理。1556年12月31日，所有軍事當局都奉命向戰爭委員會服從。帝國戰爭委員會的頭銜於1564年首次使用。帝國戰爭委員會與作為財政權威的帝國會議廳直接聯繫，作為政治協調點的帝國總理府。
隨著17世紀帝國常備軍的建立，帝國戰爭委員會成為負責管理常備軍的官僚機構。它作為中央軍事行政機構和軍事辦公廳，為皇帝提供幕僚，指揮和協調野戰軍。此外它還與奧斯曼帝國建立關係並管理軍政國境地帶（Militärgrenze）。
除了大元帥之外，所有將軍都必須申請授權才能做出任何戰略決策，這一規則確保了協調一致的行動，但在面對像普魯士國王腓特烈大帝這樣咄咄逼人的對手時被證明是不利的。皇帝約瑟夫二世進一步集中了該機構，並賦予其對軍事行政部門所有部門的最高權力。1801年，當改革的卡尔大公被皇帝弗朗茨二世任命為宮廷參議院主席時，他將該機構分為三個部門，分別處理軍事、司法和行政事務。
拿破崙戰爭之後，作為執政的國務院（Staatsrat）的四個組成部分之一的帝國戰爭委員會繼續按照奧地利皇帝的意願對軍隊施加控制。它的官僚主義很繁瑣，而且往往只有在經過大量爭論和傳閱文件後才能做出決定。雖然總裁總是軍官，但部門負責人往往是文職人員，他們之間經常存在緊張關係。軍人對拉德茨基後來稱之為文職“專制”的干涉深惡痛絕。另一個問題是，當總參謀部在其他國家（尤其是普魯士）的重要性越來越大時，在奧地利它仍然只是帝國戰爭委員會的一個下屬部門。
在導致1848年革命的民族主義問題日益嚴重的情況下，帝國戰爭委員會調查了忠誠度可疑的部隊的可靠性。1833年，它裁定帝國軍隊中屬於馬志尼的具有意大利民族主義的青年意大利運動的所有士兵都犯有叛國罪，并将其送上軍事法庭。在1840年代，它甚至調查了傳統上忠誠的南斯拉夫格伦茨步兵，但確定他們很可能會按照命令行事，尤其是在對匈牙利人採取行動時。
從1848年6月1日起，帝國戰爭委員會被奧地利戰爭部取代。根據1867年的奧匈妥協方案，它成為奥匈帝国的三個共同部之一。